# Gorica (Črnomelj, Slovenija)
Gorica je naselje u slovenskoj Općini Črnomelju. Gorica se nalazi u pokrajini Dolenjskoj i statističkoj regiji Jugoistočnoj Sloveniji.

## Stanovništvo
Prema popisu stanovništva iz 2002. godine naselje je imalo 24 stanovnika.